# Evan Ross
Evan Ross, né Evan Olav Næss, le 26 août 1988 à Greenwich, dans le Connecticut, est un acteur et auteur-compositeur-interprète américain. Il est surtout connu pour être le fils de la chanteuse Diana Ross. Il a lancé sa carrière d'acteur en 2006, à l'âge de 18 ans, en jouant dans le film ATL.

## Biographie
Né à Greenwich, dans le Connecticut, Evan est le fils de la chanteuse Diana Ross et de l'homme d'affaires Arne Naess, Jr. Il a un frère aîné, Ross Arne Næss (né le 7 octobre 1987). Il a trois demi-sœurs maternelles ; Rhonda Ross Kendrick (née le 14 août 1971), Tracee Ellis Ross (née le 29 octobre 1972), et Chudney Ross (née le 4 novembre 1975). Il a également trois demi-frères et deux demi-sœurs paternels ; Christoffer, Nicklas, Louis, Leona Næss (née le 31 juillet 1974), et Katinka. Il a des origines allemandes et norvégiennes du côté de son père, et sa mère est afro-américaine,. Le 13 janvier 2004, son père est décédé d'une chute mortelle, en faisant de l'escalade en Afrique du Sud, à l'âge de 66 ans.

## Carrière

### Comédie
Evan a lancé sa carrière, alors qu'il étudiait encore au lycée Greenwich High School. Il a eu son premier grand rôle en 2006, à l'âge de 18 ans, dans le film ATL. Par la suite, il a joué dans le téléfilm Life Support, aux côtés de Queen Latifah et de sa demi-sœur Tracee Ellis Ross, puis il a joué dans le film Pride. Il a ensuite joué dans un épisode de l'émission de télévision Girlfriends, et il a joué avec Hilary Duff dans le téléfilm dramatique Greta.
En 2010, il a rejoint le casting de la série dramatique 90210, où il a joué le demi-frère de Liam Court (interprété par Matt Lanter) et le petit ami d'Annie Wilson (interprétée par Shenae Grimes), dans la troisième saison. En 2012, il est apparu dans le thriller 96 Minutes, aux côtés de Brittany Snow.
En novembre 2014, il a joué le rôle de Messalla dans le film Hunger Games : La Révolte, partie 1. En novembre 2015, il reprendra son rôle dans la suite Hunger Games : La Révolte, partie 2.
En 2018 , il a joué dans la série notable Lee'star'daniels De la saison 2 à la saison 3 , il joue le rôle de Angel Rivera , neveux de jahil Rivera (interprété par Benjamin Bratt) et le mari de Simone davis(interprétée par Brittany O'Grady)

### Musique
En 2007, Evan a commencé à travailler sur son premier album. Au bout de quatre ans de travail en studio, il a sorti son premier single, Yes Me, en février 2011. En décembre 2014, il a sorti un autre single, How to Live Alone, où sa mère Diana Ross apparaît dans le clip.

## Vie privée
Après avoir fréquenté l'actrice Aubrey Morgan O'Day de 2007 à 2008, Evan a été en couple avec le mannequin Cora Skinner de 2009 à 2012. Il aurait brièvement fréquenté l'actrice et chanteuse Lindsay Lohan en 2008.
Depuis juillet 2013, Evan est le compagnon de l'actrice et chanteuse, Ashlee Simpson. Après s'être fiancés en janvier 2014, ils se sont mariés le 30 août 2014 dans la résidence de Diana Ross, dans le Connecticut. À la suite de son mariage d'avec Ashlee, Evan a un beau-fils ; Bronx Mowgli Wentz (né le 20 novembre 2008), issu du premier mariage de son épouse avec Pete Wentz. Le 29 décembre 2014, il a été annoncé qu'ils ont demandé à légalement changer de nom de famille ; ils souhaitent se faire appeler Ashlee et Evan Ross-Naess. Le 30 juillet 2015, Ashlee a donné naissance à leur premier enfant ensemble, une fille prénommée Jagger Snow Ross. Le 29 octobre 2020, Ashlee a donné naissance à leur deuxième enfant ensemble, un garçon prénommé Ziggy Blu Ross.

## Filmographie

### Cinéma
- 2006 : ATL : Anton "Ant" Swann
- 2007 : Pride : Reggie
- 2008 : Gardens of the Night : Donnie
- 2008 : Linewatch : un jeune homme
- 2009 : Life Is Hot in Cracktown : Romeo
- 2009 : Black Water Transit : Gary Vermillion
- 2010 : Case 219 : Cameron Porter
- 2010 : Brooklyn to Manhattan : Sam
- 2011 : Mooz-Lum : Tariq
- 2011 : 96 Minutes : Dre
- 2012 : Jeff, Who Lives at Home : Kevin
- 2013 : N.Y.C. Underground : Sam
- 2014 : Hunger Games : La Révolte, partie 1 : Messalla
- 2014 : Broken Doll : Ben
- 2015 : Bad Is The New Good : Bral
- 2015 : Hunger Games : La Révolte, partie 2 : Messalla
- 2021 : Billie Holiday, une affaire d'État (The United States vs. Billie Holiday) de Lee Daniels : l'agent Sam Williams
- 2022 : HeadShop : Rodney
- 2022 : The Loneliest Boy in the World : Julius
- 2022 : Pierre
- 2022 : Skate God : Cypha

### Télévision

#### Séries télévisées
- 2006-2007 : All of Us : Danny (3 épisodes)
- 2010 : 90210 : Charlie Selby (rôle récurrent, saison 3, 9 épisodes)
- 2015 : Wicked City : Diver Hawkes (8 épisodes)
- 2017 - 2019 : Star : Angel Rivera (23 épisodes)

#### Téléfilms
- 2007 : Life Support : Amare McCarter
- 2009 : Greta : Julie
- 2013 : CrazySexyCool: The TLC Story : Dallas Austin